# Mauro Bezerra
Mauro de Araújo Bezerra, mais conhecido como Mauro Bezerra (São Luís, 12 de fevereiro de 1940 – São Luís, 16 de novembro de 2007) foi um político brasileiro. Filiado ao PDT, foi deputado estadual (1983–1987, 2003–2007) e secretário de Esportes do Maranhão (2007).

## Carreira política
Iniciou a carreira de jornalista na Rádio Clube de Teresina, atuando como repórter, locutor esportivo, comentarista, e depois passando a diretor de jornalismo e diretor administrativo. Veio para o Maranhão a convite do radialista Djard Martins.
No jornalismo maranhense, atuou como locutor esportivo na Rádio Timbira do Maranhão. Posteriormente, se tornou diretor da emissora no período de 1963 a 1965, durante a Ditadura Militar. Depois, foi diretor de jornalismo e coordenador geral da Rádio e TV Difusora do Maranhão, de 1965 a 1982. 
Foi secretário de Imprensa do município de São Luís de 1967 a 1969, além de diretor de Turismo do Município de São Luís, em 1969. 
Foi membro nato do Conselho Deliberativo do Sampaio Corrêa. Foi auditor fiscal do município, cargo no qual se aposentou.
Foi secretário Regional do PMDB, em 1980, e presidente Regional do PMDB, em 1985. Foi eleito deputado estadual pelo PMDB em 1982 com 9.438 votos. Foi Presidente do Sioge, de 1986 a 1987.
Atuou como prefeito em exercício do município de São Luís, em abril de 1992; foi secretário-chefe do Gabinete do prefeito de São Luís na 1ª administração Jackson Lago e secretário de Governo, na segunda gestão Jackson Lago (1997-2001). 
Foi eleito deputado estadual pelo PDT em 2002, com 20.258 votos. Não obteve a reeleição em 2006.
Foi secretário estadual de Esportes durante o governo de Jackson Lago, cargo no qual faleceu em São Luís aos 67 anos.